# Frank Morgan
Frank Morgan (* 1. Juni 1890 in New York City, New York; † 18. September 1949 in Beverly Hills, Kalifornien, eigentlich Francis Phillip Wuppermann) war ein US-amerikanischer Theater- und Filmschauspieler, der heutigen Zuschauern vor allem für seine Titelrolle in Der Zauberer von Oz (1939) bekannt ist.

## Leben

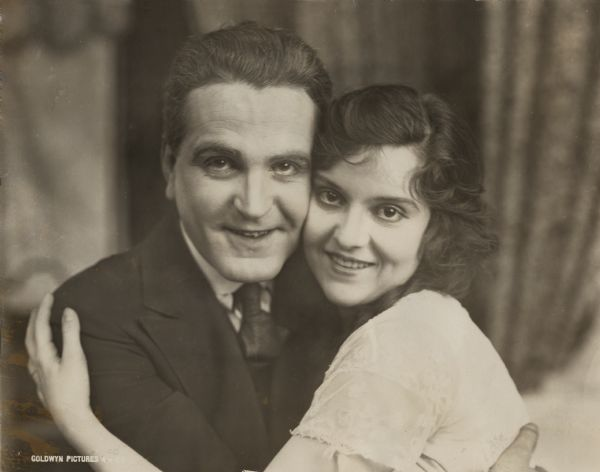
Frank Morgan und Madge Kennedy auf einem Publicity-Foto (1917)

Frank Morgan hatte deutsche, spanische und englische Vorfahren. Er wurde eine wohlhabende New Yorker Kaufmannsfamilie hineingeboren, die sich auf den Vertrieb von Angostura-Likör spezialisiert hatte. Er folgte seinem älteren Bruder Ralph Morgan in den Schauspielberuf nach, der sich als Darsteller am Broadway einen Namen gemacht hatte. Aber auch Frank Morgan wurde ein prominenter Broadway-Darsteller, der dort zwischen 1914 und 1932 in über 20 Produktionen zu sehen war.
Seit 1916 absolvierte Frank Morgan regelmäßige Filmauftritte, doch erst mit dem Aufkommen des Tonfilms etablierte er sich als gefragter Darsteller in Hollywood. 1935 wurde er für seine Darstellung des Alessandro de’ Medici in dem Historienfilm Alles liebt, alles lügt für den Oscar als bester Darsteller nominiert. Ab Mitte der 1930er Jahre stand er unter Vertrag bei Metro Goldwyn Mayer und spielte danach in vielen prägenden Filmen des Studios während dessen Glanzzeit in den 1930ern und 1940ern. Morgan kam dabei vorrangig als Nebendarsteller zum Einsatz und spielte meist komisch angelegte, oftmals verwirrt oder erregt wirkende Figuren.
Morgans anhaltende Bekanntheit rührt von seinem Auftritt in dem Filmklassiker Der Zauberer von Oz, in dem er 1939 fünf verschiedene Rollen, darunter den titelgebenden Zauberer, verkörperte. Eine weitere bekannte Rolle ist die des fehlbaren, aber doch liebenswürdigen Ladeninhabers Hugo Matuschek in der Liebeskomödie Rendezvous nach Ladenschluß (1940) von Ernst Lubitsch. Im Jahr 1943 erhielt er eine Oscar-Nominierung in der Kategorie Bester Nebendarsteller für seinen Auftritt in Tortilla Flat, der Verfilmung von John Steinbecks gleichnamigen Roman. Zu den bekannteren Filmen des Schauspielers zählen das Filmdrama Die weißen Klippen, in dem er 1944 den Filmvater von Irene Dunne verkörperte, sowie der Abenteuerfilm Die drei Musketiere, wo er 1948 als französischer König Ludwig XIII. zu sehen war. Vor allem in komödiantisch akzentuierten Rollen eingesetzt, spielte Frank Morgan 1940 in Tödlicher Sturm neben James Stewart und Margaret Sullavan eine seiner wenigen dramatischen Rollen.
Während der Dreharbeiten zu Duell in der Manege, der Verfilmung des Broadwaymusicals Annie Get Your Gun, erlag Morgan einem Herzinfarkt. Daraufhin übernahm Louis Calhern seine Rolle. Frank Morgan war ab 1914 mit Alma Muller verheiratet. Aus der Verbindung ging ein Sohn hervor. Frank Morgan hat zwei Sterne auf dem Hollywood Walk of Fame. Der Stern auf der Höhe 1708 Vine Street ehrt seine Arbeit beim Film, während der Stern Höhe 6700 Hollywood Boulevard an die umfangreichen Radiotätigkeiten des Schauspielers erinnert. Sein Grab befindet sich auf dem Green-Wood Cemetery in New York.

## Filmografie (Auswahl)
- 1916: The Suspect
- 1930: Laughter
- 1933: Rendez-vous in Wien (Reunion in Vienna)
- 1933: Sexbombe (Bombshell)
- 1933: Hotel auf dem Ozean (Luxury Liner)
- 1933: When Ladies Meet
- 1934: Alles liebt, alles lügt (The Affairs of Cellini)
- 1934: Zirkus Barnum (The Mighty Barnum)
- 1935: Tolle Marietta (Naughty Marietta)
- 1935: Wo die Liebe hinfällt (I Live My Life)
- 1936: Der große Ziegfeld (The Great Ziegfeld)
- 1936: Wenn der Vater mit dem Sohne (Piccadilly Jim)
- 1936: Sonnenmädel (Dimples)
- 1936: Tanzende Piraten (Dancing Pirate)
- 1937: The Last of Mrs. Cheyney
- 1937: Hoheit tanzt inkognito (Rosalie)
- 1937: Finale in St. Petersburg (The Emperors Candlesticks)
- 1937: Saratoga
- 1938: Drei Männer im Paradies (Paradise for Three)
- 1938: Schnelle Fäuste (The Crowd Roars)
- 1938: Singende Herzen (Sweethearts)
- 1939: Der Zauberer von Oz (The Wizard of Oz)
- 1939: Irrwege der Liebe (Broadway Serenade)
- 1939: Balalaika
- 1940: Broadway Melodie 1940 (Broadway Melody of 1940)
- 1940: Rendezvous nach Ladenschluß (The Shop Around the Corner)
- 1940: Tödlicher Sturm (The Mortal Storm)
- 1940: Der Draufgänger (Boom Town)
- 1941: Ein toller Bursche (Honky Tonk)
- 1942: Tortilla Flat
- 1943: Und das Leben geht weiter (The Human Comedy)
- 1944: Die weißen Klippen (The White Cliffs of Dover)
- 1944: So ein Papa (Casanova Brown)
- 1945: Yolanda und der Dieb (Yolanda and the Thief)
- 1946: Lassie – Held auf vier Pfoten (Courage of Lassie)
- 1947: Taifun (Green Dolphin Street)
- 1948: Die drei Musketiere (The Three Musketeers)
- 1949: The Stratton Story
- 1949: Der Spieler (The Great Sinner)
- 1949: Hoher Einsatz (Any Number Can Play)
- 1950: Ein charmanter Flegel (Key to the City)

## Auszeichnungen
- 1935: Oscar-Nominierung in der Kategorie Bester Darsteller für Alles liebt, alles lügt
- 1943: Oscar-Nominierung in der Kategorie Bester Nebendarsteller für Tortilla Flat